# TMM-3
Der TMM-3 (russisch ТММ-3, тяжёлый механизированный мост 3, auf Deutsch: „schwere mechanisierte Brücke 3“) ist ein militärisches Schnellbrückensystem aus sowjetischer Produktion und konzeptionell mit Brückenlegepanzern vergleichbar. Allerdings werden beim TMM-3-System ausschließlich geländegängige Radfahrzeuge verwendet. Das TMM-3-System wurde in den 1970er-Jahren in die Sowjetarmee eingeführt und ersetzte das TMM-System, das als Basis den veralteten KrAZ-214 hatte.

## Technik
Das Schnellbrückensystem besteht aus vier Brückenverlegefahrzeugen auf dem 6×6-Fahrgestell des KrAZ-255B oder KrAZ-255B1, welcher mit einem speziellen Mechanismus zum Entfalten und Auslegen eines Brückensegments ausgestattet ist, das auf dem LKW mitgeführt wird. Vier solcher KrAZ-255B-Fahrzeuge gehören zu einem kompletten Brückensatz. Eine vollständig entfaltete Brücke hat eine Länge von 10,5 m, die Höhe der Abstützpfeiler kann zwischen 1,7 und 3,0 m eingestellt werden. Ist ein kompletter Satz aus vier 10,5-Meter-Einzelbrücken vollendet, so resultiert eine Gesamtbrückenlänge von 42 Metern. Der Aufbauvorgang einer kompletten Schnellbrücke dauert rund 72 Minuten. Die Übersetzkonstruktion ist bis 60 Tonnen für Gleisketten- und Radfahrzeuge konzipiert.
Nach dem Zerfall der Sowjetunion befand sich der Hersteller KrAZ des Basisfahrzeuges in der neu gegründeten Ukraine, zudem erfolgte Anfang der 1990er-Jahre die Einstellung der Produktion des KrAZ-255. Nachdem in Russland nach wie vor auf das zuverlässige TMM-3-Schnellbrückensystem gesetzt wird, erfolgte in der Folgezeit die Umstellung auf andere Verlege- und Transportfahrzeuge. Eine Variante benutzte den Ural-4320 als Verlegefahrzeug, eine andere den KamAZ-53501. Die TMM-3M2 wurde 2017 in die Ausrüstung der russischen Armee aufgenommen und an die Pioniereinheiten ausgeliefert. Andere deutlich modernere Schnellbrückensysteme ähnlicher Konzeption geraten derweil in den Fokus, so zum Beispiel das leistungsstärkere TMM-6-System auf Basis des schweren 8×8-LKW MZKT-7930 „Astrolog“. Die TMM-6 wurde nicht in die Ausrüstung der russischen Armee übernommen, eine Serienproduktion findet aktuell nicht statt. Ein System TMM-7 auf Basis des KamAZ-63501, 8x8, mit einer Brücke aus Verbundstoff befindet sich seit 2017 in der Entwicklung.

## Varianten

Variante TMM-3M1

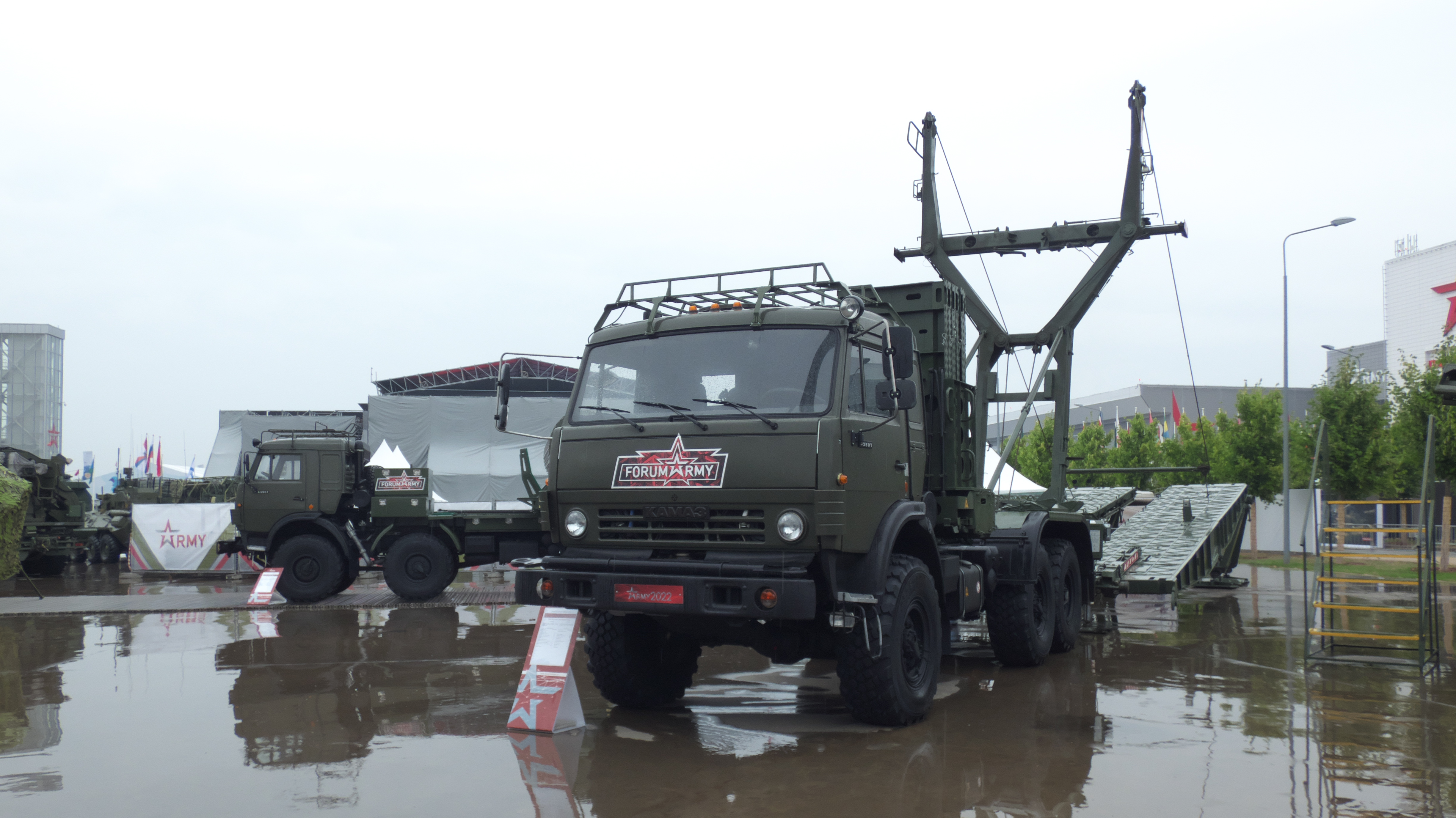
Variante TMM-3M2

Die einzelnen Varianten unterscheiden sich nicht hinsichtlich der Brückenlegetechnik, sondern lediglich bezüglich der Basisfahrzeuge.
- TMM-3M1: KrAZ-260-Chassis
- TMM-3M2: KamAZ-5350-Chassis
- TMM-3M: Ukrainische Variante auf Basis der Modelle KrAZ-6322 oder KrAZ-6446, vorgestellt im Jahr 2016 bzw. 2017.[3]

## Einsatz

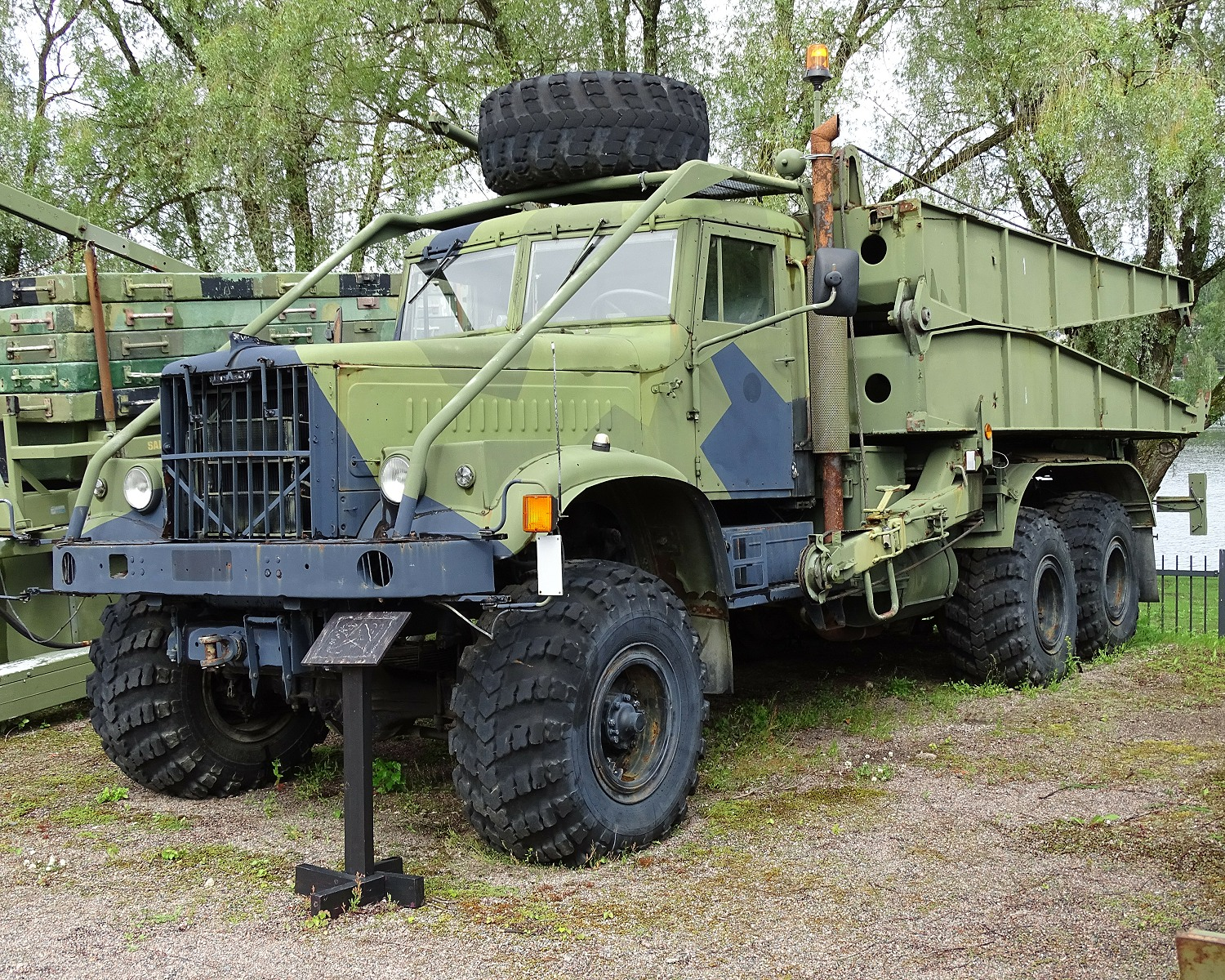
Finnisches TMM-3-Verlegefahrzeug in einem Museum

Neben der Sowjetarmee wurde das TMM-3-System in einer Reihe anderer Armeen eingesetzt, vornehmlich in den Streitkräften des Warschauer Pakts. In der Nationalen Volksarmee (NVA) der DDR wurde es als „Schwere mechanisierte Brücke TMM-3“ eingesetzt. Exporte erfolgten zudem nach Finnland.

## Technische Daten
|                                         | Fahrzeug                                | Kompletter Satz                         |
| --------------------------------------- | --------------------------------------- | --------------------------------------- |
| Besatzung                               | 2 Mann                                  | 8 Mann                                  |
| Brückenlänge                            | 10,5 m (ein Segment)                    | 42 m (vier Segmente)                    |
| Brückenbreite                           | 3,8 m                                   | 3,8 m                                   |
| Spurbreite                              | 1,5 m                                   | 1,5 m                                   |
| Tragfähigkeit der Brücke                | 60 Tonnen                               | 60 Tonnen                               |
| Höhe der Brücke                         | 1,7 m (minimal) bis 3,2 Meter (maximal) | 1,7 m (minimal) bis 3,2 Meter (maximal) |
| Zeit zum Verlegen                       | 15 min (ein Segment)                    | maximal 45 bis 60 min (vier Segmente)   |
| Maximale Geschwindigkeit auf der Brücke | 30 bis 35 km/h                          | 30 bis 35 km/h                          |